# Eugène Rousseau (joueur d'échecs)
Pour les articles homonymes, voir Eugène Rousseau et Rousseau.
Rodolphe Eugène Rousseau (Saint-Denis, France, 13 novembre 1805 (22 brumaire an XIV) - Paris 9e, 24 février 1877)  était un joueur d'échecs français qui fut le plus fort joueur d'échecs à  La Nouvelle-Orléans dans la première moitié des années 1840. Il a donné son nom au gambit Rousseau.

## Biographie
Il est le fils de Claude Rousseau, négociant à Saint-Denis, et de Marie Marguerite Ebingre.
En 1845, Rousseau joua contre l'anglais Charles Henry Stanley, arrivé d'Angleterre en 1840. Le prix du match était de 1000$. Rousseau perdit (+8 −15 =8) et Stanley fut considéré comme le premier champion américain.
L'assistant de Rousseau était Ernest Morphy, qui avait emmené son neveu de huit ans avec lui, Paul Morphy, et l'autorisa à assister aux rencontres. Paul eut plus tard l'occasion de jouer avec Rousseau et il était clair que Paul était un meilleur joueur malgré son jeune âge. 
En 1850 Johann Löwenthal rendit visite à Eugène Rousseau à La Nouvelle-Orléans et lui infligea une sévère défaite (5-0). 
Rousseau mourut en 1877, à l'âge de 71 ans.

## Exemple de partie
En 1867, Rousseau finit dernier du tournoi de Paris, mais il battit Winawer avec les Noirs (le tournoi fut remporté par Kolisch devant Steinitz et Winawer) :
1. e4 e5 2. f4 Fc5 3. Cf3 d6 4. c3 Fg4 5. Fc4 Cd7 6. h3 Fxf3 7. Dxf3 De7 8. a4 a6 9. b4 Fa7 10. Ca3 Cgf6 11. f5 c6 12. d3 h6 13. Cc2 Td8 14. Fe3 Fb8 15. O-O Ch7 16. Dg4 Df8 17. h4 Cdf6 18. Df3 De7 19. g4 d5 20. Fc5 Fd6 21. Fxd6 Dxd6 22. Fb3 O-O 23. Tad1 g5 24. Ce3 Rg7 25. h5 Tfe8 26. Tf2 Cf8 27. Tb2 b5 28. Ta2 d4 29. axb5 axb5 30. Cc2 Ra8 31. Txa8 Txa8 32. cxd4 exd4 33. Rg2 C8d7 34. Df2 Cxg4 35. Dxd4+ Dxd4 36. Cxd4 Ce3+ 37. Rf3 Cxd1 38. Fxd1 Ce5+ 39. Re3 ra1 40. Fe2 Tb1 41. Cf3 Cxf3 42. Fxf3 Txb4 43. e5 c5 44. Fc6 Tb1 45. Re4 b4 46. Rd5 b3 47. Rd6 b2 48. Re7 Te1 49. f6+ Rg8 50. Fe4 Txe4 51. dxe4 b1=D 52. Rd6 Dxe4 0-1